# 주악티늄족 원소
주악티늄족 원소(Major actinide)는 원자력 산업에서 사용되는 용어로, 플루토늄(239 Pu) 우라늄(235 U, 238 U) 및 토륨(232 Th)의 동위 원소를 핵연료에 포함하는 것을 의미하며, 넵투늄, 아메리슘, 퀴륨, 버클륨, 캘리포늄을 포함한 부악티늄족 원소 및 우라늄과 플루토늄의 다른 동위 원소, 그리고 다른 악티늄족 원소들과는 대조된다.